# Ke’o jezik
Ke’o jezik (ISO 639-3: xxk; nage-keo), austronezijski jezik Bima-Sumbanske podskupine ende-lio, kojim govori oko 40 000 ljudi (2001 L. Baird) iz istoimenog plemena Ke’o na jugu otoka Flores u Indoneziji (Mali sundski otoci).
Najsrodniji je jeziku nage [nxe].

## Vanjske poveznice
- Ethnologue (14th)
- Ethnologue (15th)